# Byggnadsfunktionslära
Byggnadsfunktionslära är ett delämne inom arkitektur.
Avsikten med ämnet byggnadsfunktionslära var ursprungligen att öka de blivande arkitekternas intresse för samspelet mellan människa och miljö samt att markera ett ökat ansvar beträffande vad som senare kom att benämnas ”brukarperspektivet” på projektering och byggande.
Successivt förändrades ämnet byggnadsfunktionslära mot kritisk samhällsanalys. Vårdbyggnadsfrågor, arbetsmiljöfrågor, u-landsfrågor, boende för funktionshindrade samt alternativa bostadsformer såsom kollektivhus fick en mer framträdande plats i forskning och undervisning.
Forskningen har de senaste åren inriktats mot kvalitetsfrågor, filosofiska/teoretiska frågor samt arkitektur/designteori. Förhållandet mellan förändringar i den byggda miljön och kulturella förändringar har undersökts. Flera studier har påbörjats av segregation/integration, hinder/förbindelser samt hur människan omedvetet tolkar arkitektur och anpassar sig till platsen.
Exempel på samtida forskning inom byggnadsfunktionslära i Sverige är effekterna av privatisering av flerbostadshus i Hanoi, grönskans betydelse för människors trivsel i bostadsområdet och i staden samt informationsteknikens och arbetsmiljöns betydelse för kommunikation i kontorsarbete.

## Utbildning i Sverige
Kurser i byggnadsfunktionslära ges idag vid arkitekturskolan, Lunds Tekniska Högskola (LTH), Högskolan i Gävle och Kungliga Tekniska högskolan (KTH). Sveriges lantbruksuniversitet (SLU), institutionen för Lantbrukets Byggnadsteknik, bedriver undervisning och forskning om Djurmiljö och byggnadsfunktion.

## Personer verksamma inom byggnadsfunktionslära
- Carin Boalt, första professor i byggnadsfunktionslära vid arkitekturskolan, LTH, efter ämnet inrättades 1964.
- Dick Urban Vestbro
- Finn Werne